# PT катер

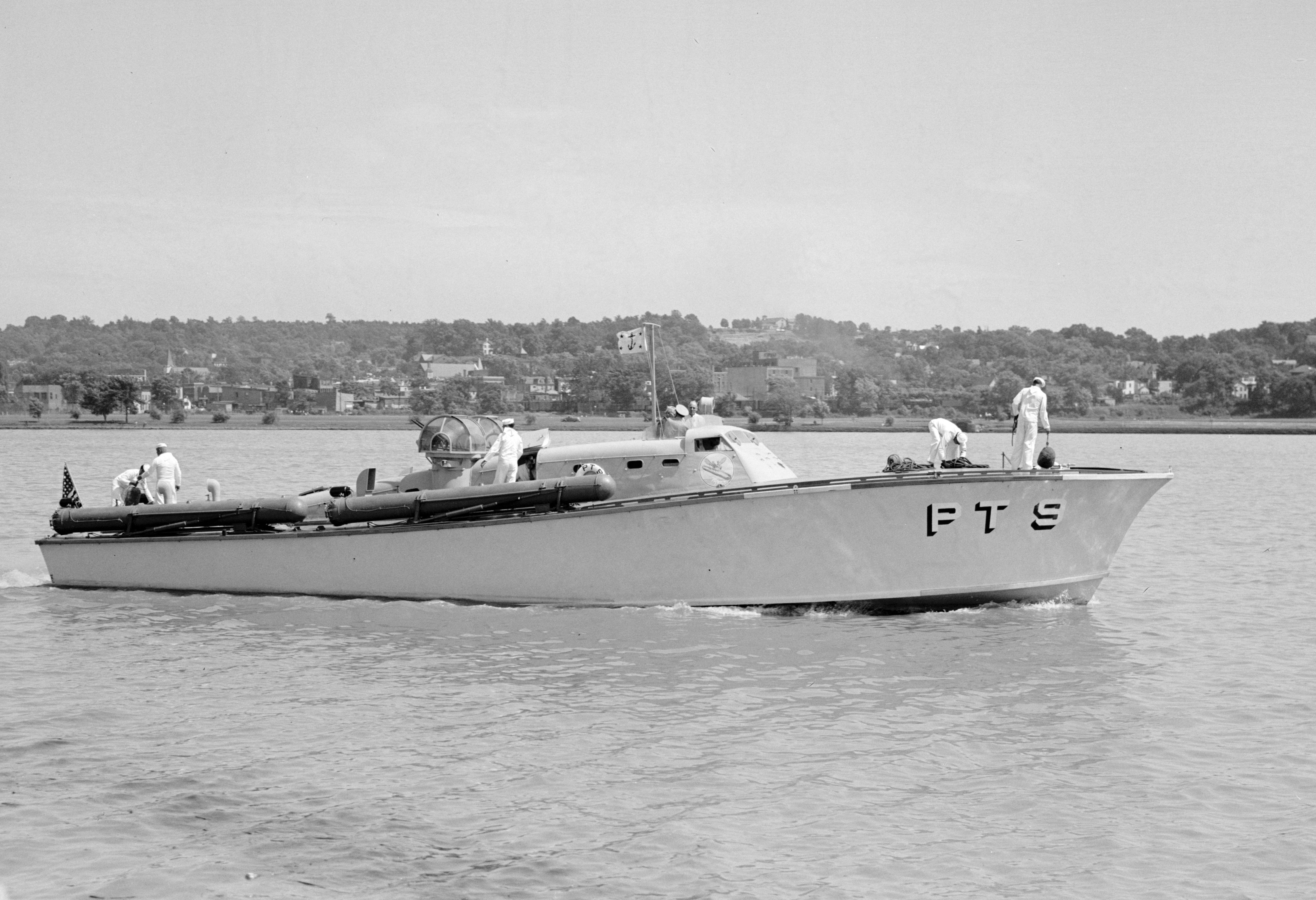
PT-9 у червні 1940

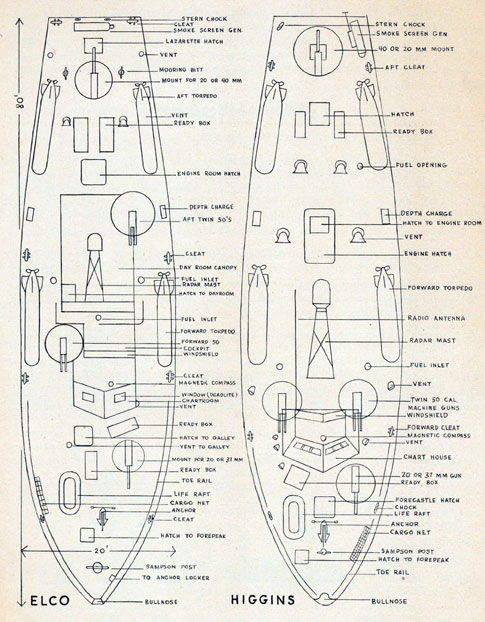
Elco та Higgins PT катери, за навчальною інструкцією, опублікованою 1945

PT катер (скорочення від «патрульний торпедний катер», англ. PT boat (short for patrol torpedo boat) — різновид торпедних катерів, які використовувались ВМС США під час Другої світової війни. Вони були невеликими, швидкісними відносно дешевими катерами, цінною характеристикою яких  була висока маневровість. Водночас їх ефективність, особливо на початку війни  знижували ненадійні торпеди, обмежене озброєння та відносно тендітна конструкція, яка обмежувала використання деяких типів цих катерів виключно прибережними водами.
PT катери проєктувалися з врахуванням досвіду, набутого під час створення катерів  для водних перегонів. Вони поступово збільшувались у розмірах в міру появи досконаліших двигунів.
Під час Другої світової війни  PT катери атакували ворожі кораблі, транспорти, танкери баржі та сампани. Як канонерки вони були ефективні проти ворожих катерів, особливо проти озброєних барж, які японці використовували для перевезення вантажів між островами. Кілька катерів використовувались військово-морськими силами Філіппін, де їх неформально називали «Q-катери».
Основною протикорабельною зброєю були чотири 1,179 кілограмові торпеди Mark 8. (530 мм). Два спарених великокаліберних кулемети  M2 .50 cal встановлювали як універсальну зброю проти повітряних та надводних цілей. На деяких катерах встановлювали 20-мм зенітні автомати. Пізніше встановлювалися 37 та 40 міліметрові гармати. установки некерованих ракет.
Рух катерів забезпечували три бензинові двигуни з турбонадувом та рідинним охолодженням Packard 4M-2500, а потім 5M-2500.
Прозвані «москітним флотом» американцями — і «диявольськими катерами» японцями — ескадри PT катерів  сміливо атакували часто сильнішого ворога і здобули популярність, яка зберігається і у 21 столітті.

## Конструкція
Катер міг розмістити трьох офіцерів і 14 моряків, екіпаж змінювався від 12 до 17, залежно від кількості та типу встановленої зброї. Повна водотоннажність у кінці війни складала 56 тонн.
Форми корпусу катерів фірм Elco та Higgins були подібні до викривленого корпусу прогулянкових катерів того часу (який досі пір використовується): гострий V на носі, пом'якшується до плоского дна на кормі. Спільною характеристикою цього виду викривленого корпусу є формування хвилі у формі «півнячого хвоста» під час руху. Катери Elco і Higgins PT були призначені для руху на високих швидкостях (PT 71 і PT-103 — близько 27 вузлів, а PT-265 і 625  на рівні 23 вузлів). Компанії Elco, Higgins і Huckins використовували різноманітні техніки полегшення конструкції корпусу, що включали два шари  обшивки з червоного дерева з використанням просоченого клеєм шару тканини між внутрішніми і зовнішніми дошками. Ці дошки утримувалися тисячами мідних заклепок і бронзових гвинтів. Загальний результат — надзвичайно легкий і сильний корпус, який можна було легко відремонтувати на лінії фронту, якщо катер отримав бойові ушкодження. 

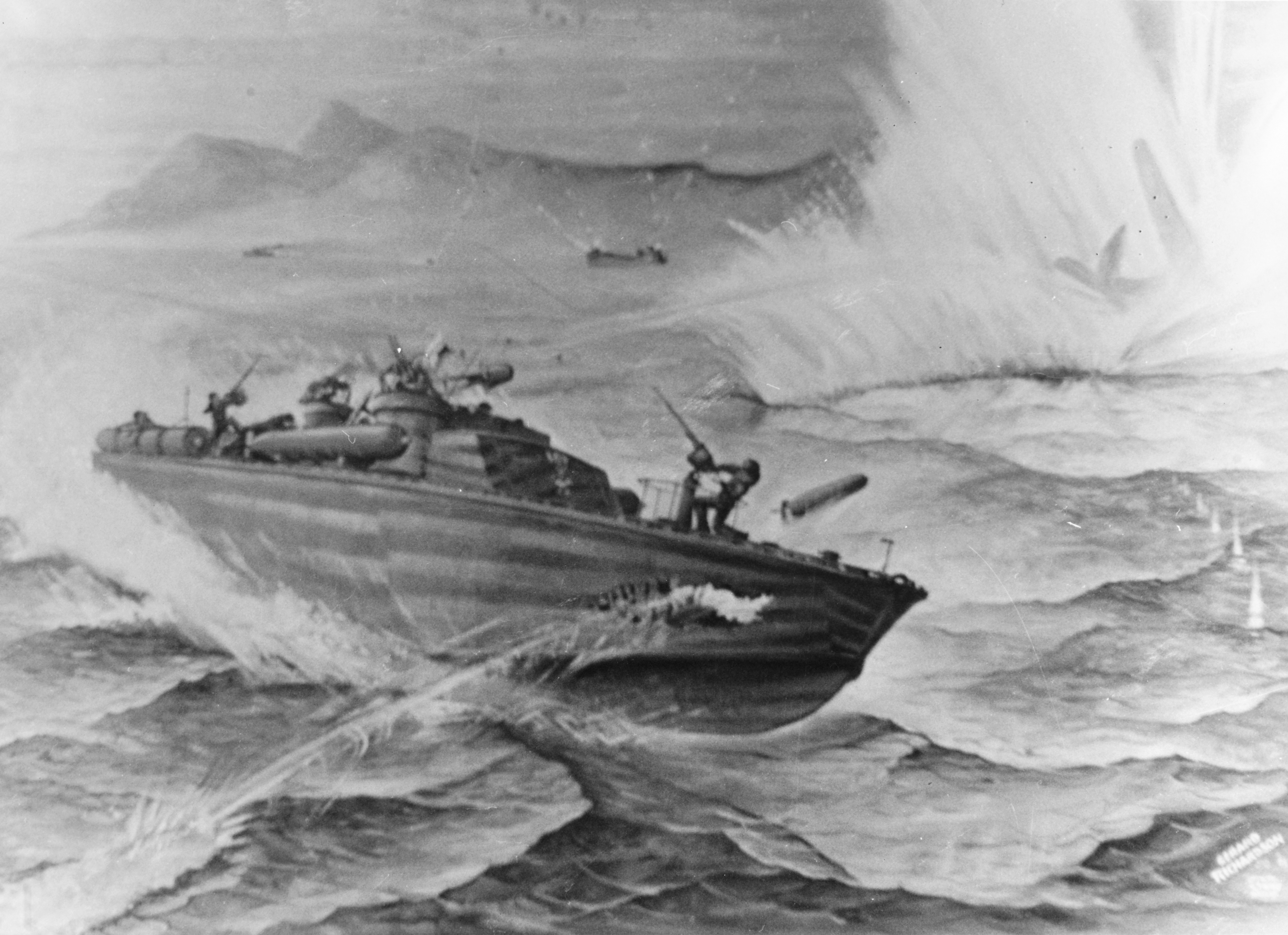
Картина Gerard Richardson: USS PT-167 уражений ворожою торпедою 5 грудня 1943

Як свідчення міцності цього типу конструкції, кілька торпедних катерів отримали катастрофічні ушкодження, але все ж залишилися на плаву. Наприклад, передня частина катера під командуванням  майбутнього президента США  Джона Ф. Кеннеді  T-109 (Елко) залишалася на плаву впродовж 12 годин після того, як катер був розрізаний навпіл японським есмінцем Amagiri. PT-323 (Елко) був розбитий на дві частини ударом літака-камікадзе 10 грудня 1944 р. поблизу Лейте, але обидві частини корпусу залишилися на плаву протягом кількох годин. PT-308 (Хіггінс) втратив стерно при зіткненні з PT-304 під час нічної місії в Середземному морі 9 березня 1945 року, але  повернувся на базу для ремонту. PT-167 (Елко) отримав наскрізну пробоїну корпусу торпедою, яка не вибухнула, біля Нової Джорджії 5 листопада 1943. Катер продовжив виконання бойового завдання і був відремонтований на наступного дня.

## Служба

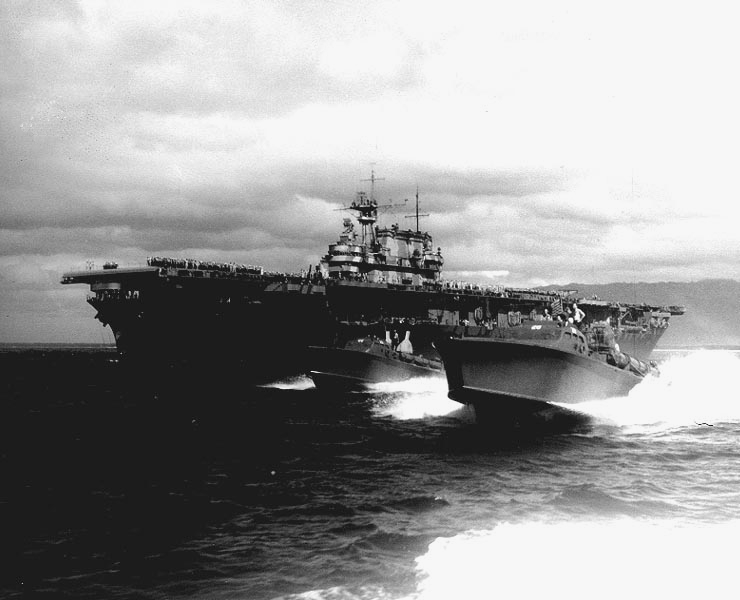
USS Hornet та катери PT-28 and PT-29

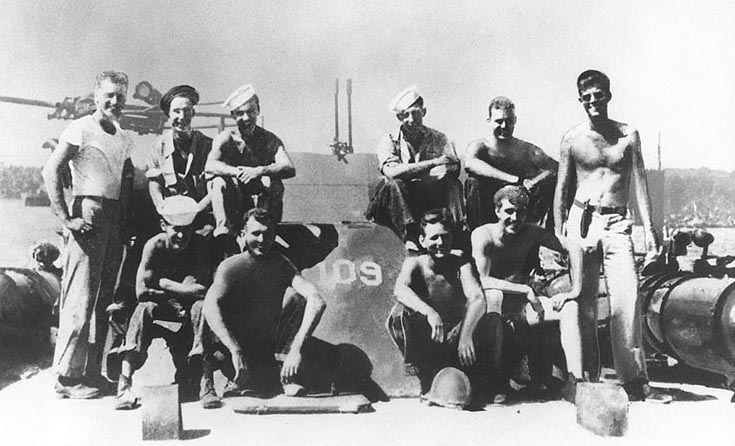
Молодший лейтенант Джон Кеннеді (справа) разом з екіпажем свого катера PT-109

Патрульні торпедні катери діяли у південній, західній та північній частині Тихого океану, а також у Середземному морі та протоці Ла-Манш.

## Втрати
Згідно з книгою «At Close Quarters: PT Boats in the United States Navy» 99 of the 531 PT катерів під час Другої світової війни було втрачено через різні причини.
- Аварії, дружній вогонь, шторми — 32
- Затоплені для запобігання захоплення противником — 27
- Таран супротивником — 8
- Камікадзе — 2
- Міни — 9
- Ворожа берегова артилерія — 6
- авіація  – 8
- Корабельна артилерія противника — 7